# De fyra stora
De fyra stora är en populär benämning på Sveriges fyra största rovdjursarter: lo (Lynx lynx), varg (Canis lupus), brunbjörn (Ursus arctos) och järv (Gulo gulo).
När man istället pratar om de fem stora rovdjuren inkluderas även kungsörn.

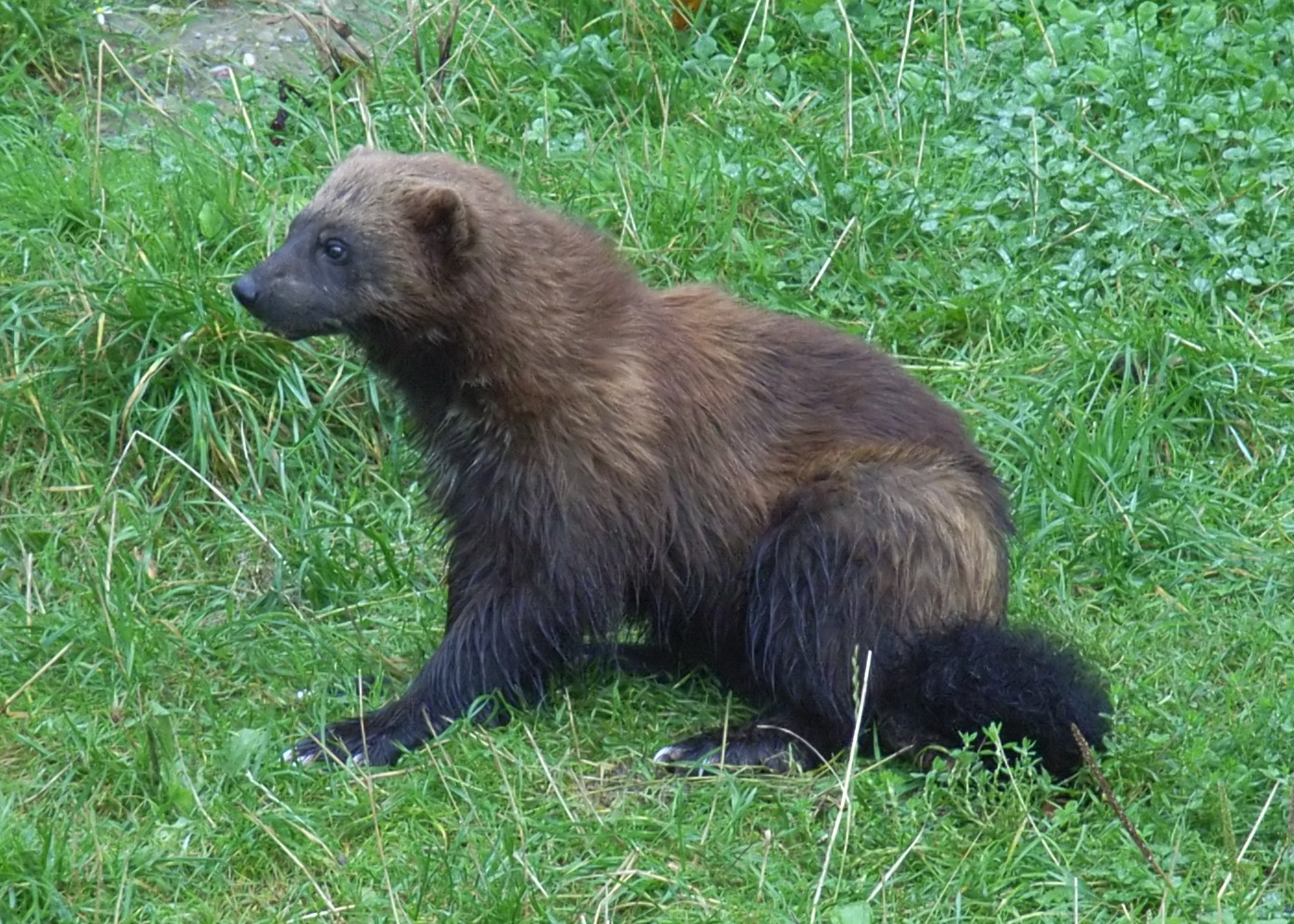
Järven
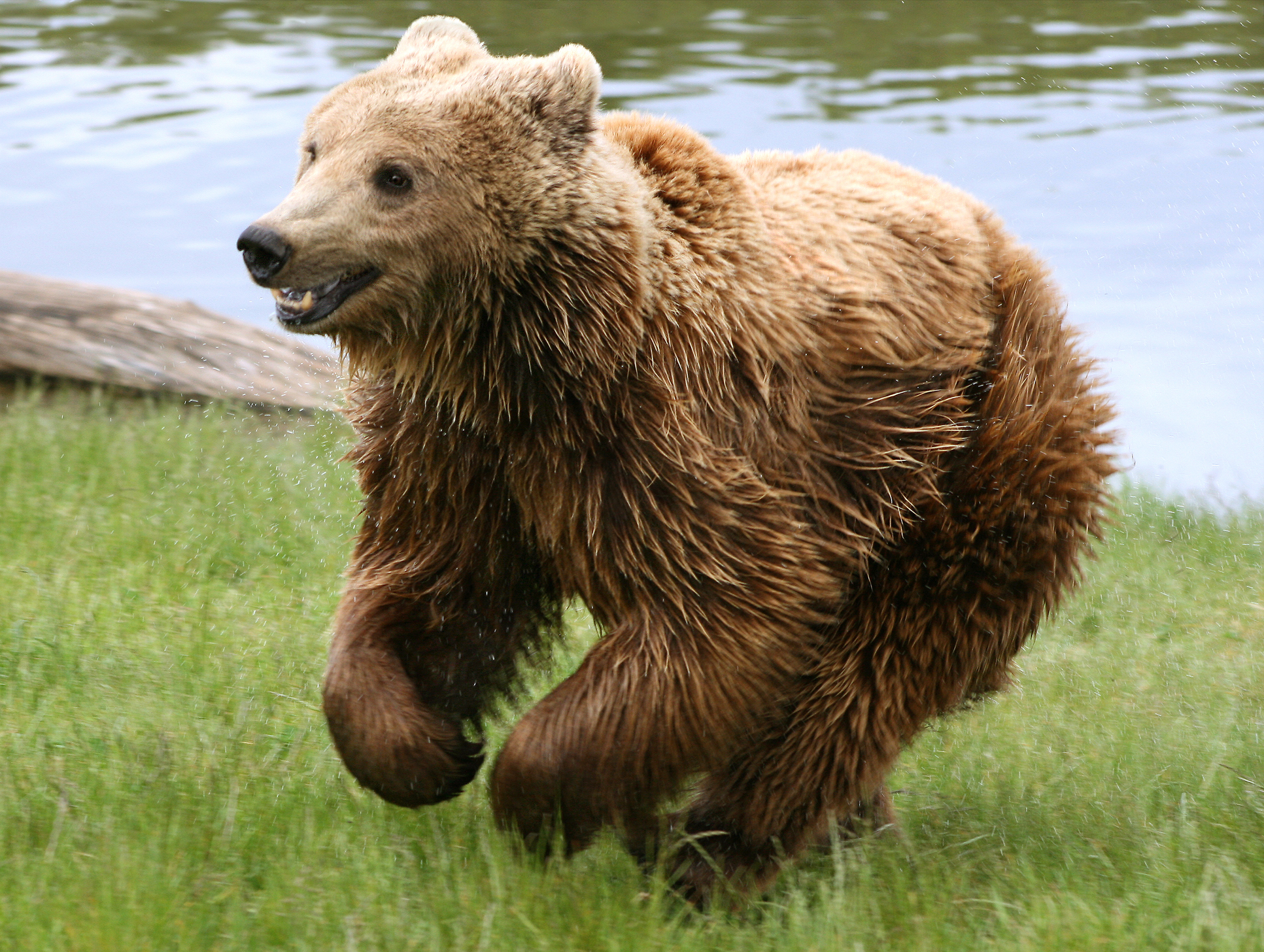
Brunbjörnen
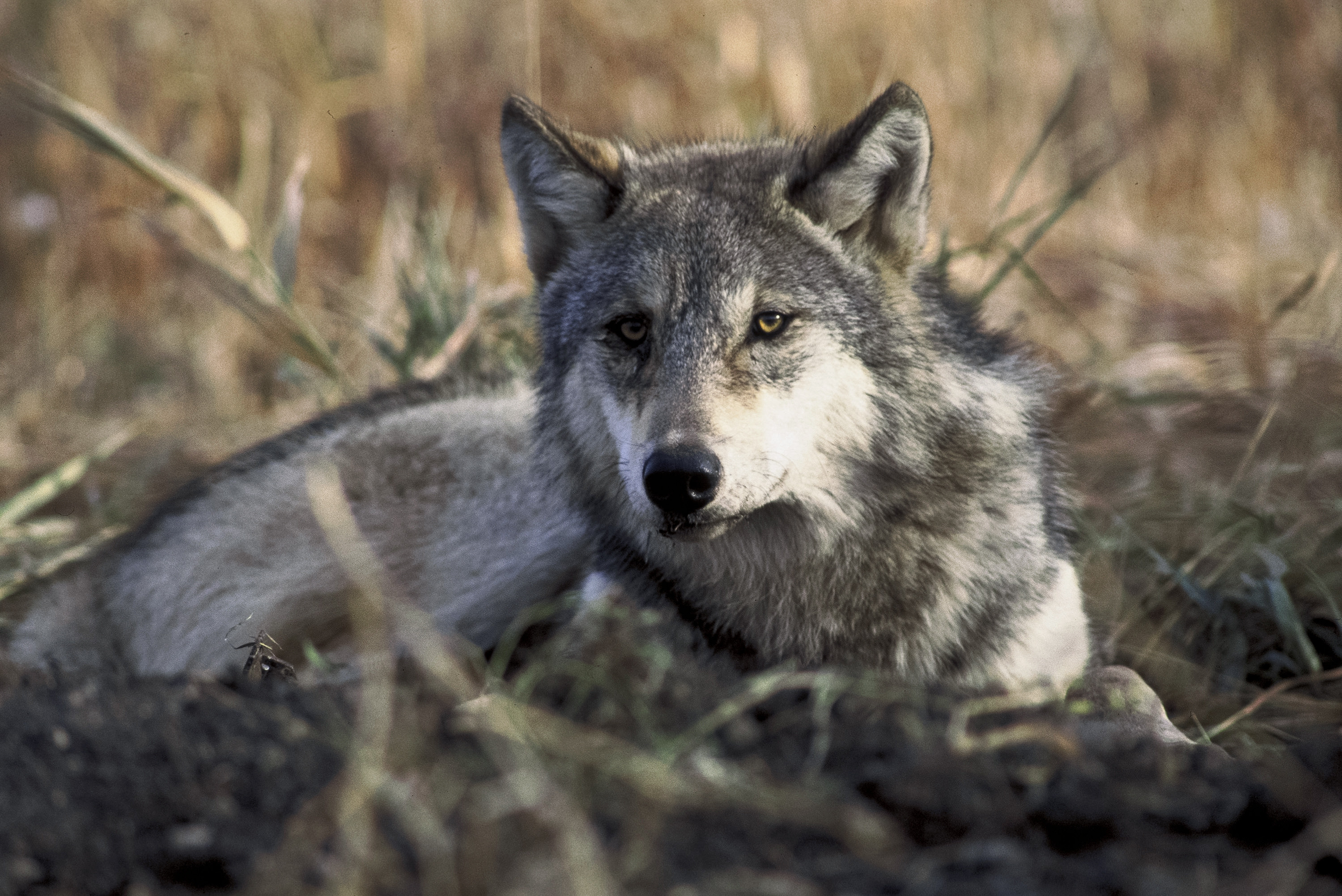
Vargen
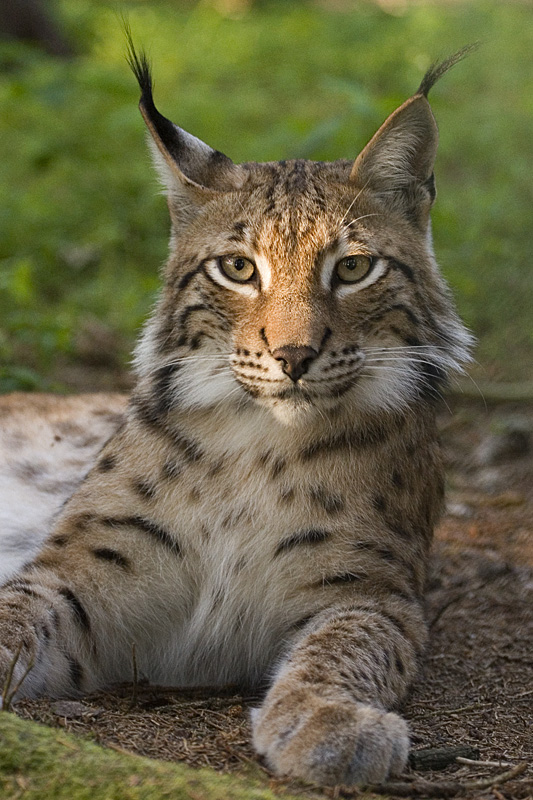
Lodjuret